# Paranepa
Paranepa is een geslacht van wantsen uit de familie van de Nepidae (Waterschorpioenen). Het geslacht werd voor het eerst wetenschappelijk beschreven door Poisson in 1965.

## Soorten
Het genus bevat de volgende soorten:

- Paranepa primitiva (Montandon, 1913)